# ویکتور زولوتوف
ویکتور زولوتوف (روسی: Виктор Васильевич Золотов؛ زادهٔ ۲۴ ژانویهٔ ۱۹۵۴) فرمانده نظامی اهل روسیه است، که هم‌اکنون به‌عنوان فرمانده گارد ملی روسیه فعالیت می‌کند.